# Jag Panzer
Jag Panzer er et power metal-band fra USA, som blev dannet i 1981.

## Medlemmer

### Nuværende medlemmer
- Harry "The Tyrant" Conklin -Vokal
- Mark Briody – Rytmeguitar, keyboard
- Christian Lasegue – lead/rytmeguitar
- John Tetley – Bas, vokal
- Rikard Stjernquist – Trommer

### Tidligere medlemmer
- Chris Broderick – Lead guitar, keyboard
- Daniel J. Conca – Vokal
- Bob Parduba – Vokal
- Joey Tafolla – Lead/rytmeguitar
- Chris Kostka – Lead/rytmeguitars
- Rick Hilyard – Trommer

## Diskografi
- 1984: Ample Destruction
- 1994: Dissident Alliance
- 1997: The Fourth Judgement
- 1998: The Age of Mastery
- 2000: Thane to the Throne
- 2001: Mechanized Warfare
- 2003: Decade of the Nail Spiked Bat
- 2004: Chain of Command
- 2004: Casting the Stones
- 2011: The Scourge Of The Light